# Rafelbunyol
Rafelbunyol település Spanyolországban, Valencia tartományban. Rafelbunyol Massamagrell, Museros, Náquera, La Pobla de Farnals és El Puig községekkel határos. Lakosainak száma 9710 fő (2024).

## Népesség
A település népessége az utóbbi években az alábbiak szerint változott:
| Lakosok száma | 5703 | 6349 | 7103 | 8067 | 8670 | 8826 | 8870 | 8941 | 9381 | 9710 |
|               | 2001 | 2004 | 2007 | 2009 | 2012 | 2014 | 2017 | 2019 | 2022 | 2024 |